# 才庫媒體集團
才庫媒體集團有限公司（Recruit Holdings Ltd.，港交所：00550）是一家傳媒及印刷公司，于香港交易所上市，業務包括招聘雜誌、航機雜誌廣告、印刷及投資貿易。主席是劉竹堅。

## 公司历史
- 1992年成立熊貓－Recruit有限公司
- 1996年11月開辦Recruitonline.com
- 2000年7月以每股0.28港元發行2.25億股喺創業板首次公开募股（港交所前編號：8073）
- 2000年12月更改網址为recruit.com.hk
- 2003年1月由「熊貓－Recruit有限公司」改称才庫媒體集團
- 2007年7月轉移至主板上市

## 旗下業務
- 匯星印刷（港交所：01127）
- Recruit雜誌 — 1992年7月創刊
- 1010job